# 纽芬兰-拉布拉多省第4区
纽芬兰-拉布拉多省第4区（英語：Division No. 4, Newfoundland and Labrador）是加拿大纽芬兰与拉布拉多省的一个人口普查区，区域主体位于纽芬兰岛中部被称为圣乔治（英語：St. George's）的地区。

## 法人代表社区

### 城镇
- 圣乔治角（英语：Cape St. George, Newfoundland and Labrador）
- 加兰特斯（英语：Gallants, Newfoundland and Labrador）
- 基彭斯（英语：Kippens, Newfoundland and Labrador）
- 卢尔德（英语：Lourdes, Newfoundland and Labrador）
- 东港口港（英语：Port au Port East, Newfoundland and Labrador）
- 西港-阿瓜图纳-费利克斯湾（英语：Port au Port West-Aguathuna-Felix Cove, Newfoundland and Labrador）
- 圣乔治（英语：St. George's, Newfoundland and Labrador）
- 史蒂芬维尔
- 斯蒂芬维尔渡口（英语：Stephenville Crossing, Newfoundland and Labrador）